# NGC 6117
NGC 6117 é uma galáxia espiral (Sc) localizada na direcção da constelação de Corona Borealis. Possui uma declinação de +37° 05' 43" e uma ascensão recta de 16 horas, 19 minutos e 18,2 segundos.
A galáxia NGC 6117 foi descoberta em 5 de Julho de 1864 por Albert Marth.